# Witwangboomklever
De witwangboomklever (Sitta leucopsis) is een zangvogel uit het geslacht Sitta.

## Verspreiding en leefgebied
Deze soort komt voor in de westelijke Himalaya.